# Alfred Kastler
Alfred Kastler (n. 3 mai 1902, Guebwiller, Alsacia-Lorena, Imperiul German – d. 7 ianuarie 1984, Bandol, Provence-Alpes-Côte d'Azur, Franța) a fost un fizician francez, laureat al Premiului Nobel pentru Fizică în 1966, pentru descoperirea unor metode optice de studiu al rezonanței hertziene în atomi.